# كورومبا
كورومبا (بالبرتغالية: Corumbá) هي مدينة واقعة في ولاية ماتو غروسو دو سول، البرازيل، وهي عاصمتها. تقع جنوب غرب كامبو غراندي بحوالي 425 كم. عدد سكانها حوالي 101,000 نسمة ومساحتها 65.000 كم2.
bpy:কোরুমবা]]

## أعلام
- كارلوس ميغيل كورونيل
- أوسفالدو فيلوسو دي باروس
- جوناثان دا سيلفا بريرا